# 鬢邊不是海棠紅
《鬓边不是海棠红》，是根據中国大陆同名网絡小说翻拍成的2020年中国近代史题材电视剧，由惠楷棟执导，黄晓明 、尹正、佘诗曼领衔主演。2018年12月開机拍攝。其後該劇於2020年3月20日在愛奇藝首播，8月7日在北京卫视及8月10日在安徽衛視上星播出。
佘诗曼憑此劇獲得第16屆中美電視節「年度最佳女主角」。

## 播出时间
| 频道          | 所在地   | 首播日期       | 播出時間                                                              | 備註                                    |
| ------------- | -------- | -------------- | --------------------------------------------------------------------- | --------------------------------------- |
| 愛奇藝        | 中国大陆 | 2020年3月20日  | 每周五至周一20:00更新2集                                              | 4月4日為全國哀悼日，暫停播放一天        |
| 愛奇藝台灣站  | 台灣     | 2020年3月20日  | 每周五至周一20:00更新2集                                              |                                         |
| Astro全佳HD   | 马来西亚 | 2020年4月1日   | 星期一至四 20:00 - 22:00                                              | 兩集连播 5月12日 20:00 - 23:00 三集连播 |
| 北京卫视      | 中国大陆 | 2020年8月7日   | 星期日至五 19:35 - 21:15（两集连播） 星期六 19:35 - 20:10（只播一集） |                                         |
| 安徽衛視      | 中国大陆 | 2020年8月10日  | 每晚 19:30                                                            |                                         |
| HUB娛家戲劇台 | 新加坡   | 2020年10月20日 | 星期一至五 21:00 - 22:00                                              |                                         |
| 美國中天頻道  | 美国     | 2020年10月12日 | 每週一至週五 19:00 - 20:00                                            |                                         |
| BS12          | 日本     | 2021年5月19日  | 每週一至週五 17:00 - 18:00                                            |                                         |
| 四川卫视      | 中国大陆 | 2021年10月26日 | 每晚19:35                                                             | 兩集连播                                |

## 剧情
講述上世紀三十年代的北平，一代天才京劇男旦商細蕊（尹正飾）、愛國熱血商人程鳳臺（黃曉明飾）與妻子范湘儿（佘詩曼飾）因戲結緣相知，描述在梨園百態和戰火動亂中並肩奮鬥前行，堅定了振興京劇國粹的信念和定傾扶危以身救國的崇高理想，最終攜手與殘酷命運砥礪抗爭的傳奇故事。

## 演员列表

### 主要演员
| 演員   | 角色   | 简介 |
| 黄晓明 | 程鳳臺 | 程二爷 范湘儿之夫，曹司令的小舅子。 豐神俊朗，氣質不凡，年紀輕輕就富甲一方，看似是個商場得意的青年才俊，但為了振興程家，不得不放棄曾經的夢想，迎娶沒有感情基礎的富家千金為妻。 年幼時母親因為追求唱戲的自由而拋下自己，為了封閉悲傷，程鳳台刻意遠離京戲，直到遇見商細蕊，才讓他找回自我，對京戲逐漸痴迷。 對商細蕊的任何決定從來是無條件支持，更是一手將他推上北平最紅名旦的位置，為保全商細蕊，數次將自己涉足險境，誠如商細蕊所言，程鳳台就是他的知音。                 |
| 尹正   | 商细蕊 | 商老板 京戲男旦，聲名鵲起的梨園新魁。為了在北平站穩腳跟、發揚戲曲，他一門心思扎進藝術的海洋中。 在京戲上具有超乎常人所想的天賦，更對京戲的所有細節皆有刻苦的鑽研和要求，評價自己就是個要戲不要命的主兒。 性格就如同食量一般直爽豪放，帶著孩子氣的幼稚天真，一旦認定一件事情，即便豁出自己也會較勁到底，因此在無意中，開罪了許多人。 |
| 佘诗曼 | 范湘儿 | 二奶奶 程鳳台之妻，性格潑辣的東北姑娘。 出身關外豪門范家堡，對程鳳台一見鍾情，從娘家帶來豐厚的嫁妝，幫助程鳳台重振程家。 姿容秀麗，故有【關外第一美人】之稱，思維卻十分保守，謹守女人婚後在家相夫教子的傳統，替程鳳台將程家上下打理得井井有條，在程鳳台分身乏術的時候也會站出來擺平一切，所以相當得程鳳台的敬重。 原本因商細蕊為了蔣夢萍大鬧平陽一事而看不起商細蕊，故程鳳台投資水雲樓之初百般反對，但在親眼目睹商細蕊不畏日本人提刀上街想給小來復仇之後，對他有了改觀。 |

### 其他演员
| 演員   | 角色     | 简介 |
| 米热   | 范涟     | 范四爺 范湘兒的弟弟，紈绔子弟，成日裡只會吃喝玩樂，雖出身豪門，卻對生意上的一應事務一竅不通，遇事總要程鳳台幫忙善後。 被程鳳台安排擔任水雲樓經理。 鳳乙的親生父親。                                                                                      |
| 刘敏   | 程美心   | 程家長姊，為了拯救當時落魄的程家不得已委身曹司令，成為他的六姨太，與曹司令之子曹貴修有一段感情糾葛。 |
| 黄星羱 | 周香芸   | 小周子 原是四喜兒手下的灑掃小奴，整日受四喜兒的打罵虐待，於京戲上具有極高的天賦，在程鳳台的幫助下逃至水雲樓，後成為商細蕊的徒弟。 |
| 李泽锋 | 杜洛城   | 杜七爺 杜翰林之七公子，才華橫溢、性格風流，是北平城內赫赫有名的大才子，事事維護商細蕊，對商細蕊的才能有著極高的評價，只為他一個人寫戲本，其中多有新意。                                                                                                  |
| 金士傑 | 姜荣寿   | 姜老爺子 梨園行會會長，年輕時候與寧九郎、商菊貞、侯玉魁等人齊名，因一套自創的仙人步法而獲得慈禧太后賞識，佔盡梨園風光。 性格古板陰險，不滿商細蕊才華洋溢風頭盡出並擁有獨樹一幟的行事風格，處處找其麻煩。                                                 |
| 侯岩松 | 劉漢雲   | 商細蕊乾爹，位高權重，表面上的身份是國民政府委員長的左膀右臂，背地裡卻和日本人暗通款曲。 年輕的時候曾是清朝命官，意氣風發，憂國憂民，還因此差點得罪慈禧太后，被寧九郎所救，清亡後轉投國民政府，逐漸變得趨炎附勢，為了沽名釣譽，不惜殺害商細蕊。          |
| 黑子   | 曹萬鈞   | 人稱曹司令，程美心的丈夫、程鳳台的姐夫，一直以來都是程鳳台生意上最好的靠山。 曾和商細蕊有段小過節，雖本人未曾放在心上，但人言可畏，差點害商細蕊在北平站不住脚。 為人霸氣不拘小節，卻也招架不住日本人的要脅，被劉漢雲奪去兵權後，被迫成為了親日份子之一。 |
| 檀健次 | 陈紉香   | 陳老板 姜榮壽之外甥，是北平城裡唯一能與商細蕊齊名的年輕旦角，常被姜榮壽使喚、壓榨和利用，後禁不起被女友分手的打擊，自刎於戲臺之上。 |
| 唐曾   | 曹贵修   | 曹司令之子，與父親不睦想要另立山頭；喜歡程美心但因對方選擇了自己的父親而懷有怨恨。 與古大犁育有一子。 |
| 李春嫒 | 小来     | 負責打理商細蕊生活起居之人，仰慕商細蕊。後被日本人殺死。 |
| 汪汐潮 | 姜登宝   | 姜榮壽之子，學藝不精且為人刻薄歹毒，憑著父親的地位在外作威作福，處處找水雲樓和商細蕊的麻煩。 後死於臘月紅槍下。 |
| 易勇名 | 钮白文   | 梨園行掌事，心思細膩、八面玲瓏，經常替商細蕊在姜榮壽面前周旋，讓他免了不少無妄之災。 |
| 婁宇建 | 林丹秋   | 商細蕊師侄，被曾愛玉誤認為是自己失散多年的親哥哥（其實是商細蕊），甚至不惜賣身替他還債，最後代替商細蕊回到曾家認祖歸宗。 |
| 孫迪   | 四喜兒   | 性情扭曲，為人刻薄，與梨園同行皆不和睦。 在日本人侵略之後因為買不到盤尼西林導致梅毒發作，最後瘋癲而死。 |
| 方安娜 | 十九     | 水雲樓戲子，亦是商細蕊的師姐，富有主見，勇於發聲，有些自視甚高。 喜歡程鳳台。 |
| 何瑞贤 | 六月红   | 原水雲樓之戲子，後嫁給薛千山為妾。 |
| 张译兮 | 察察儿   | 程家么妹，從小就受到程鳳台極盡的疼愛，外表溫婉可人，內心卻堅毅固執，對外面的世界有十足的好奇心。 誤會程鳳台成為漢奸，而與他斷絕兄妹關係。 |
| 白冰   | 蒋梦萍   | 商細蕊的師姐，視商細蕊同親生弟弟一般，從小與之形影不離，曾是商細蕊最依賴的人，但為了嫁給常之新而背棄與商細蕊不離不棄的諾言，遭到商細蕊怨恨，後得到原諒。                                                                                                 |
| 迟帅   | 常之新   | 范湘兒的表哥，蔣夢萍之丈夫，非常疼愛蔣夢萍。 |
| 常铖   | 大圣     | 水雲樓之戲子。 |
| 黄圣依 | 古大犁   | 絡子嶺新任女大當家，與曹貴修生有一子。 |
| 王茂蕾 | 商菊贞   | 張祖師第四代傳人，商細蕊之養父。 |
| 張弓   | 齊王爺   | 清朝遺族，寧九郎的忠實戲迷，寧九郎隱退後，便邀他禮居在齊王府。 除了聽戲之外，最大的愛好便是做一名園丁。 |
| 雷汉   | 宁九郎   | 年輕時候風靡北平的名旦，於齊王府中獻藝，啟發商細蕊編出玄女步法。 是商細蕊最崇拜的人，但內心一直將商細蕊視為忘年之交，始終不願答應商細蕊拜師的請求。 後為躲避日本人的脅迫，剃度出家。                                                                     |
| 程枫   | 薛千山   | 北平時報總裁。 |
| 郑龙   | 腊月红   | 水雲樓的戲子，心高氣傲，為擺脫戲子身份而隨劉漢雲離開北平，後在劉漢雲授意之下行刺商細蕊，行刺未果後，以除奸隊的身份公報私仇，殺害了姜登寶。 死於最愛的師姐六月紅槍下。                                                                                    |
| 許之糯 | 雪之城   | 原名九條和馬，四歲時候過繼給姨父母並移居歐洲。 生性純良，不喜殺戮，因為愛好藝術所以相當崇拜商細蕊，一心想與之結交，但身為日本人和九條家族的身份，始終是他和商細蕊之間跨越不了的溝壑。                                                                    |
| 劉泊瀟 | 老葛     | 程鳳台的司機。 |
| 黃馨瑤 | 小春萱   | 春萱的徒弟，在春萱病亡前受托承繼「春萱」之名，並尋找程鳳台。 |
| 姚清仁 | 孫副官   | 曹貴修的手下。 |
| 張鈞澤 | 古老二   | 絡子嶺的二當家，殺了古老大後自行上位，與鄭會長暗中勾結綁架程鳳台。 後死於程鳳台槍下。 |
| 李昂   | 坂田大佐 | 世代為九條家的家臣，為了九條家賣命，對程鳳台提出各種不合理的要求。 |
| 溫海波 | 鄭原木   | 北平商會會長，和古老二勾結綁架程鳳台，東窗事發之後入獄。 |
| 張天韻 | 春杏     | |

### 友情出演
| 演員   | 角色   | 简介                                               |
| 杜淳   | 原小荻 | 原老板，與俞青有一段曖昧。                         |
| 陈都灵 | 盛子晴 | 范漣未婚妻。                                       |
| 李依晓 | 春萱   | 程鳳台的生母，為了追求唱戲的夢想而拋下程鳳台離開。 |

### 特別出演
| 演員   | 角色   | 简介                                                                                       |
| 马苏   | 月玲   | 煙花女子，喜歡陳韌香。                                                                     |
| 米雪   | 老福晉 | 曾痛失孩子，有負皇室所托，患有心病。                                                       |
| 高雨儿 | 俞青   | 原是高門大户家的千金小姐，為了原小荻而下海唱戲，人稱俞老板。後轉行為記者。                 |
| 汤晶媚 | 曾爱玉 | 商細蕊失散親妹，但未與商細蕊相認。 鳳乙親生母親。                                          |
| 沈保平 | 侯玉魁 | 北平著名老生，因為長年抽大煙身體每况愈下，後在日本人的威逼之下氣急攻心，沒多久便撒手人寰。 |

## 电视原声带

### 中国大陆
| 曲序 | 曲目                       |  | 作曲   | 演唱   |
| ---- | -------------------------- |  | ------ | ------ |
| 1.   | 鬢邊不是海棠紅（片头曲）   |  | 陸虎   | 陸虎   |
| 2.   | 此生（片尾曲）             |  | 陸虎   | 信     |
| 3.   | 此生此時（插曲）           |  | 王耀光 | 王一哲 |
| 4.   | 假戲真意（小說官方主題曲） |  | 許靖韻 | 許靖韻 |

### 香港
| 曲序 | 曲目                 |        | 作曲   | 演唱   |
| ---- | -------------------- | ------ | ------ | ------ |
| 1.   | 誰在旁守候（主題曲） | 張美賢 | 張家誠 | 王敏奕 |

## 記事
2019年4月10日，剧组首次开放媒体探班。

## 獎項
| 年份 | 頒獎典禮         | 獎項           | 入圍者 | 結果 |
| ---- | ---------------- | -------------- | ------ | ---- |
| 2020 | 第16屆中美電視節 | 年度最佳女主角 | 佘诗曼 | 獲獎 |

## 节目变迁
| 马来西亚 Astro全佳HD 星期一至四 20:00 - 22:00（兩集連播） · 5月12日 三集連播 | 马来西亚 Astro全佳HD 星期一至四 20:00 - 22:00（兩集連播） · 5月12日 三集連播 | 马来西亚 Astro全佳HD 星期一至四 20:00 - 22:00（兩集連播） · 5月12日 三集連播 |
| ---------------------------------------------------------------------------- | ---------------------------------------------------------------------------- | ---------------------------------------------------------------------------- |
|                                                                              | 鬢邊不是海棠紅 （2020年4月1日—2020年5月12日）                                |                                                                              |
| 新時段                                                                       | 戲劇關閉                                                                     |                                                                              |

| 中国大陆 北京衛視 品質劇場（如當日《新聞聯播》延時順延播出） · 8月28日 19:35 - 20:10 | 中国大陆 北京衛視 品質劇場（如當日《新聞聯播》延時順延播出） · 8月28日 19:35 - 20:10 | 中国大陆 北京衛視 品質劇場（如當日《新聞聯播》延時順延播出） · 8月28日 19:35 - 20:10 |
| ------------------------------------------------------------------------------------ | ------------------------------------------------------------------------------------ | ------------------------------------------------------------------------------------ |
|                                                                                      | 鬢邊不是海棠紅 （2020年8月7日—2020年8月28日）                                        |                                                                                      |
| 勝算 （2020年7月16日—2020年8月6日）                                                  | 旗袍美探 （2020年8月28日—2020年9月15日）                                             |                                                                                      |

| 中国大陆 安徽衛視 海豚第一劇場（如當日《新聞聯播》延時順延播出） | 中国大陆 安徽衛視 海豚第一劇場（如當日《新聞聯播》延時順延播出） | 中国大陆 安徽衛視 海豚第一劇場（如當日《新聞聯播》延時順延播出） |
| ---------------------------------------------------------------- | ---------------------------------------------------------------- | ---------------------------------------------------------------- |
|                                                                  | 鬢邊不是海棠紅 （2020年8月10日—2020年8月30日）                   |                                                                  |
| 蒼生大醫 （2020年7月19日—2020年8月9日）                          | 三十而已 （2020年8月31日—2020年9月21日）                         |                                                                  |

| 新加坡 HUB娛家戲劇台 劇集首映 星期一至五 21:00 - 22:00 | 新加坡 HUB娛家戲劇台 劇集首映 星期一至五 21:00 - 22:00 | 新加坡 HUB娛家戲劇台 劇集首映 星期一至五 21:00 - 22:00 |
| ------------------------------------------------------ | ------------------------------------------------------ | ------------------------------------------------------ |
|                                                        | 鬢邊不是海棠紅 （2020年10月20日 - 2020年12月25日）     |                                                        |
| 大明风华 （2020年7月22日 - 2020年10月19日）            | 长安诺 （2020年12月28日 - 2021年3月15日）              |                                                        |